# Rud & Robson
Rud & Robson foi uma dupla sertaneja brasileira originada em São Carlos, interior de São Paulo no ano de 2002 e formada por Marcelo Fernando de Oliveira (Rud) e Alexandre Murilo Garcia de Almeida (Robson) . A dupla foi lançada pela gravadora Som Livre.
A dupla teve sua primeira música vinculada como trilha sonora de novela no ano de 2008 em “A Favorita”, da Rede Globo, com a música “A chapa vai esquentar”. Em 2009, foi a novela “Paraíso” que inseriu em sua trilha sonora o hit “Tomá um Gole”.
Em 2012 a dupla teve mais um passo adiante na sua carreira, durante a troca de gravadoras, "Som Livre" para a "Radar Records" que trouxe novos trabalhos para dupla na mídia, como participação na trilha sonora do Reality Show "A Fazenda 5" e várias Coletâneas e participações em CDs.
Em 2013 a dupla tem uma nova formação.
Agora em 2019, o cantor Rud (Marcelo Fernandes Laveli de Oliveira) iniciou um novo projeto em carreira solo, e em breve lançará seu mais novo DVD, com arranjos e Produção musical do Maestro Rodrigo Costa.